# 联脚伞属
联脚伞属（学名：Connopus）是光茸菌科下的一个属。本属R.H.Petersen于2010年设立，只有堆联脚伞（Connopus acervatus (Fr.) K.W.Hughes, Mather & R.H.Petersen）一种。

## 下属物种
本属包括以下物种：
- 堆联脚伞 Connopus acervatus (Fr.) K.W.Hughes, Mather & R.H.Petersen